# Priscagrion pinheyi
Priscagrion pinheyi är en trollsländeart som beskrevs av Zhou och Wilson 2001. Priscagrion pinheyi ingår i släktet Priscagrion och familjen Megapodagrionidae. Inga underarter finns listade i Catalogue of Life.